# 三瓶将廣
三瓶 将廣（さんぺい まさひろ、1990年5月2日 - ）は、神奈川県川崎市出身の自転車競技（BMX）選手。日本体育大学荏原高等学校卒業。

## 来歴
2008年
- 12月21日にインドネシア、スラバヤで開催された第3回アジアBMX選手権・男子ジュニア部門で優勝。

2009年
- 5月3日、岡山県笠岡市で開催された第25回全日本BMX選手権大会・エリートでは、北京オリンピック代表の阪本章史を破って優勝した[1]。

2010年
- 全日本BMX選手権連覇。
- アジア競技大会 3位

2011年
- アジアBMX選手権 優勝

2012年
- 一般社団法人SYSTEMATIC BMX(システマティックBMX)を設立

英語も流暢にしゃべる。